# ジャン1世・ド・クロイ
ジャン1世・ド・クロイ（フランス語：Jean I de Croÿ, 1365年ごろ - 1415年10月25日）は、クロイおよびアレーヌの領主、レンティ男爵、セネゲム男爵。クロイ家の祖。

## 生涯
ジャンはクロイ領主ギヨーム1世（1384年没）とイザボー・ド・レンティの息子である。顧問官および侍従としてフィリップ豪胆公とその息子ジャン無怖公に仕えた。
1384年、ジャンは裕福な女子相続人マルグリット・ド・クラオン（1370年頃 - 1420年）と結婚し、その死後にマルグリットの最初の夫の家族を訴えることに成功した。1397年、ジャンはシメイの領主権を獲得し、これがクロイ家の領地の中核となることとなった。その4年後、ジャンはアルトワ総督に任命され、反抗的なリエージュ市民に対して公爵軍を率いた。1412年にブールジュを包囲した際、フランス王シャルル6世の献酌官長であったことが記録されている。
翌年、イザボー・ド・バヴィエールはジャンを逮捕してモンレリ城に投獄したが、ジャンはそこから逃亡した。ジャンは息子の一人とともに、1415年10月25日のアジャンクールの戦いで戦死した。

## 子女
マルグリット・ド・クラオンとの間に以下の子女をもうけた。
- アントワーヌ1世（1385年 - 1475年） - ポルシャン伯
- アルシャンボー（1386年 - 1412年）[3]
- ジャン（1387年 - 1415年） - アジャンクールの戦いで戦死[3]
- ジャン2世（1395年 - 1473年） - シメイ伯
- アニェス（1386年生?） - ジャン無怖公の愛妾、庶子ジャン・ド・ブルゴーニュ（カンブレー司教）の母[4]。
- ジャンヌ（1390年 - ?） - ジャン・ド・ラノワ（1370年頃 - 1415年、アジャンクールの戦いで戦死）と結婚、ホラント総督ジャン2世・ド・ラノワの母。